# Дарбаза (Ариська міська адміністрація)
Дарбаза́ (каз. Дарбаза) — село у складі Ариської міської адміністрації Туркестанської області Казахстану. Входить до складу Ходжатогайського сільського округу.
Населення — 17 осіб (2021; 128 у 2009, 205 у 1999, 383 у 1989).